# Escafandra clásica

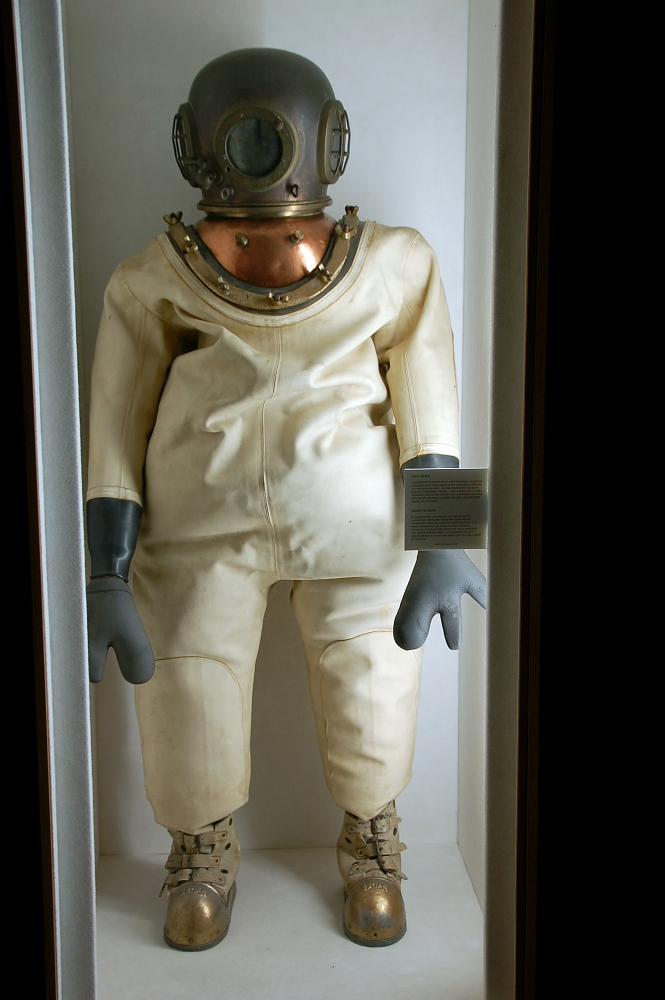
Escafandra clásica, con suministro de aire desde la superficie que data del (Museo Marítimo de Barcelona).

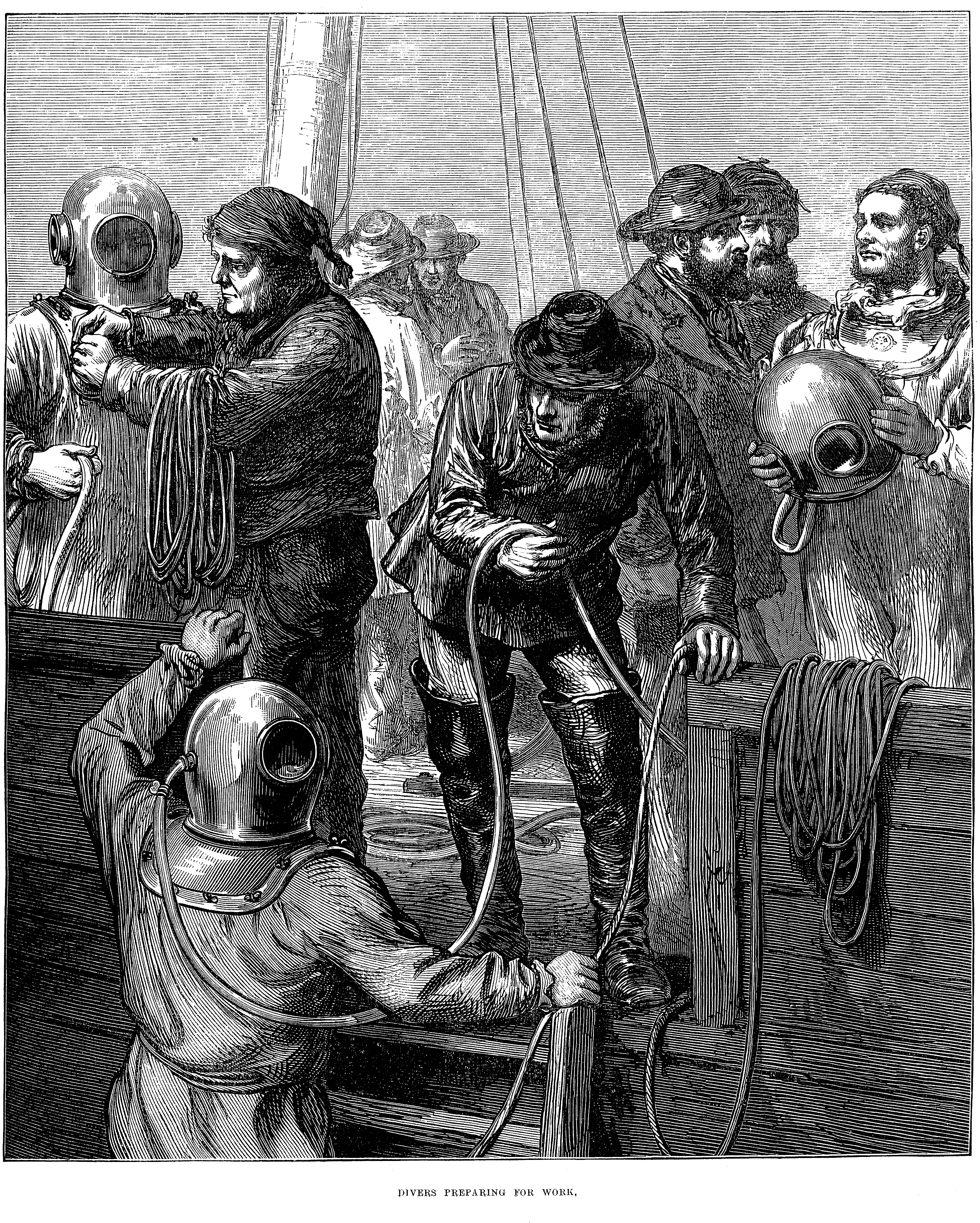
Buzo en un grabado de 1873

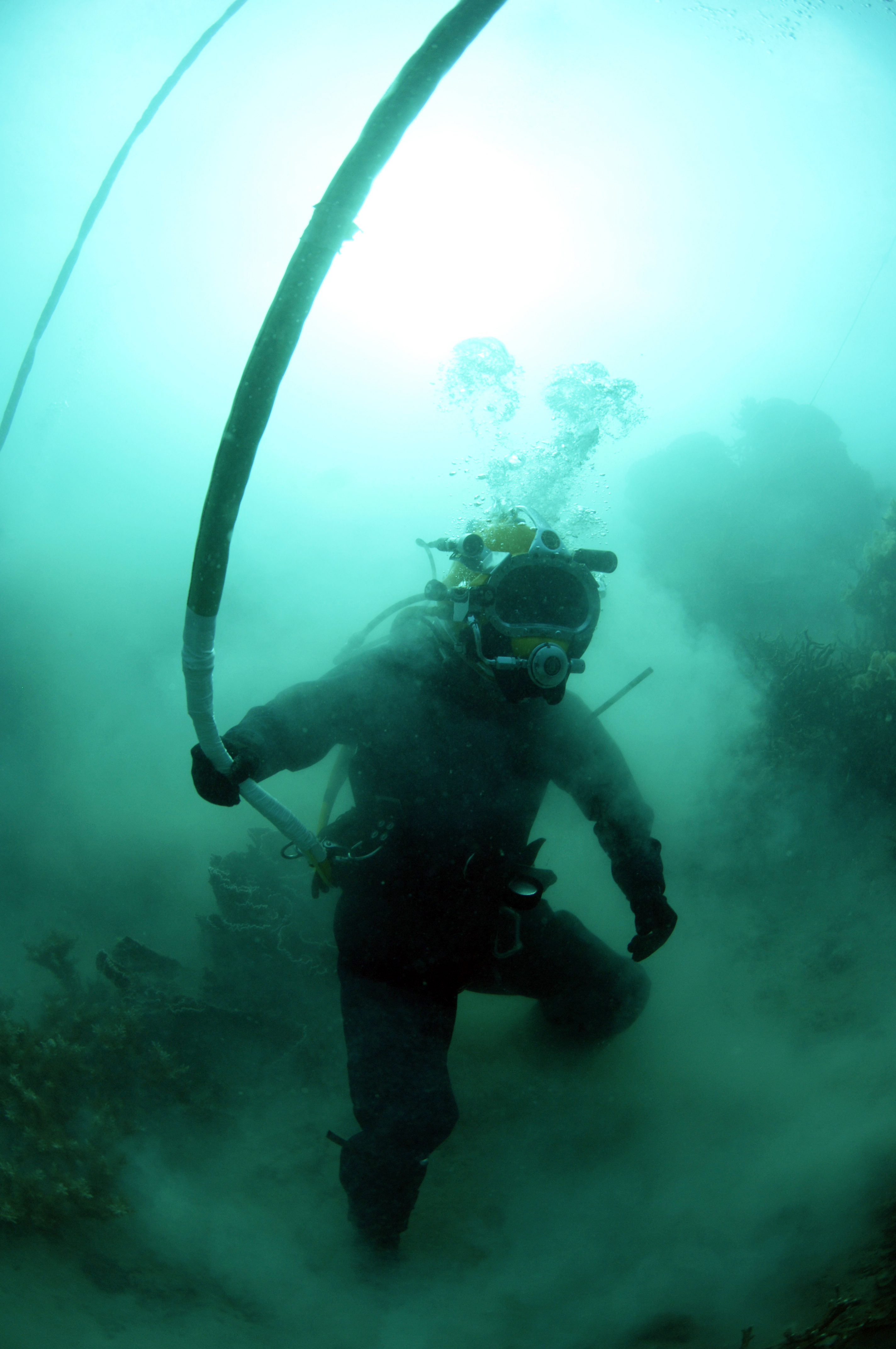
Un buzo de la Armada de Estados Unidos, en una misión en las islas Palau, en busca de los restos de un avión de los Estados Unidos derribado en el mar durante la Segunda Guerra Mundial.

La escafandra clásica, es un tipo de escafandra en la que se le suministra un gas respirable al buzo usando un "tubo umbilical" que une con un equipo en la superficie, ya sea desde la orilla o desde un buque de apoyo o a veces indirectamente a través de una campana de buceo. Está compuesta esencialmente por un casco, un traje de goma y unas botas de goma lastradas con plomo para caminar por el fondo del mar.
Se diferencia de la escafandra autónoma en que esta no tiene ningún vínculo con la superficie. Se utiliza para llevar a cabo investigaciones, inspecciones o trabajos submarinos. para fines de investigación, de inspecciones o de trabajos diversos bajo el agua: por ejemplo, de ingeniería civil, de ingeniería militar, de perforación, de gas natural o de la industria petrolera.

## Descripción
A diferencia de una escafandra autónoma, en la escafandra clásica, se suministra gas respirable al buzo desde la superficie a través de una manguera de presión, parte integrante de su escafandra. Hay diferentes tipos de cascos y trajes de buceo en función del trabajo que debe realizar o las condiciones en que hay que sumergirse.
Los buzos con escafandra clásica deben trabajar sólo en el lecho marino a profundidades donde el contenido de oxígeno en el aire comprimido no llega a ser tóxico, incluso por hiperoxia, aunque pueden respirar el aire de la superficie, y el límite queda acotado a una profundidad de aproximadamente 66 metros.

Galería de images
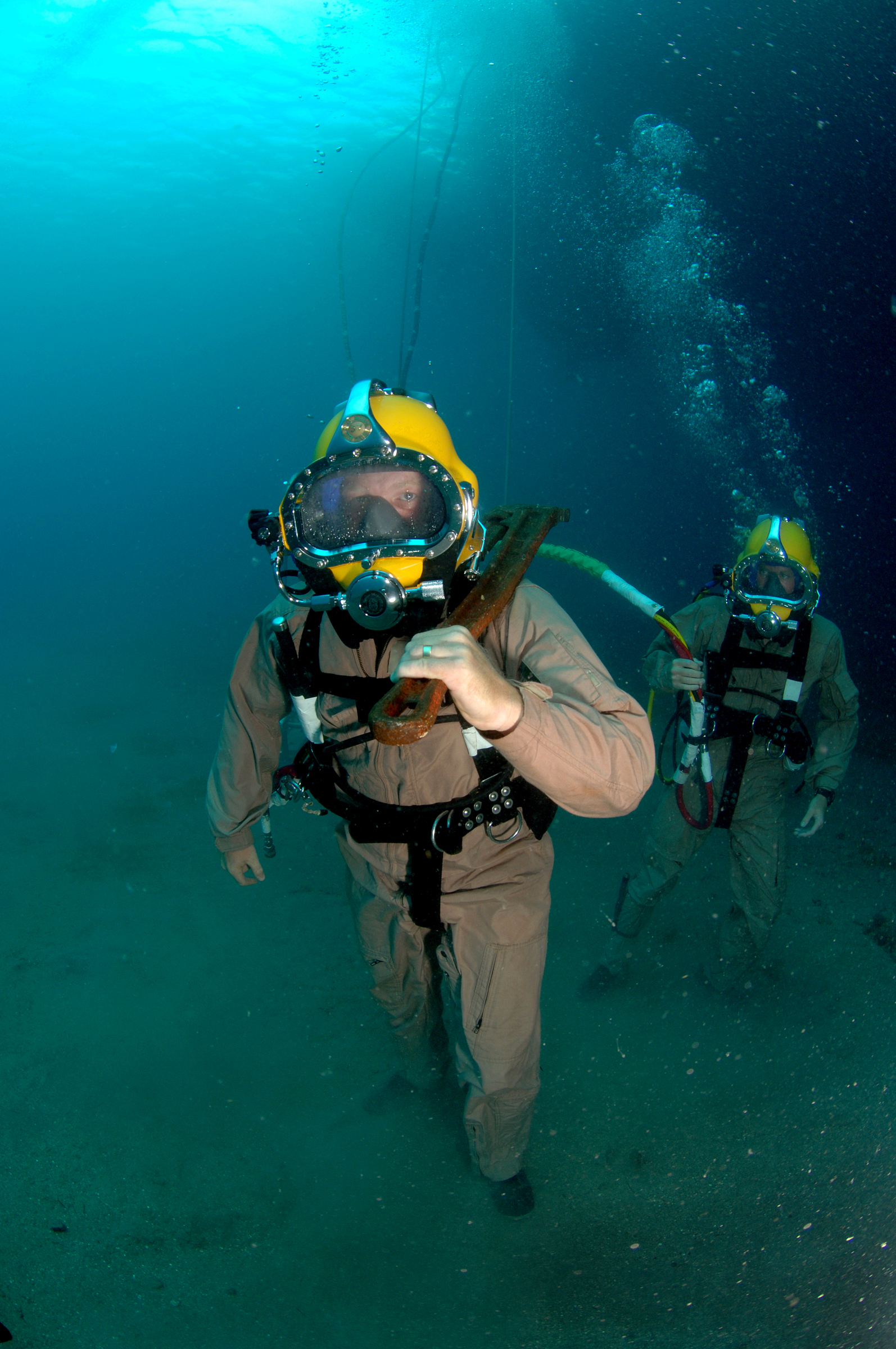
Buzo moderno caminando por el fondo del mar.
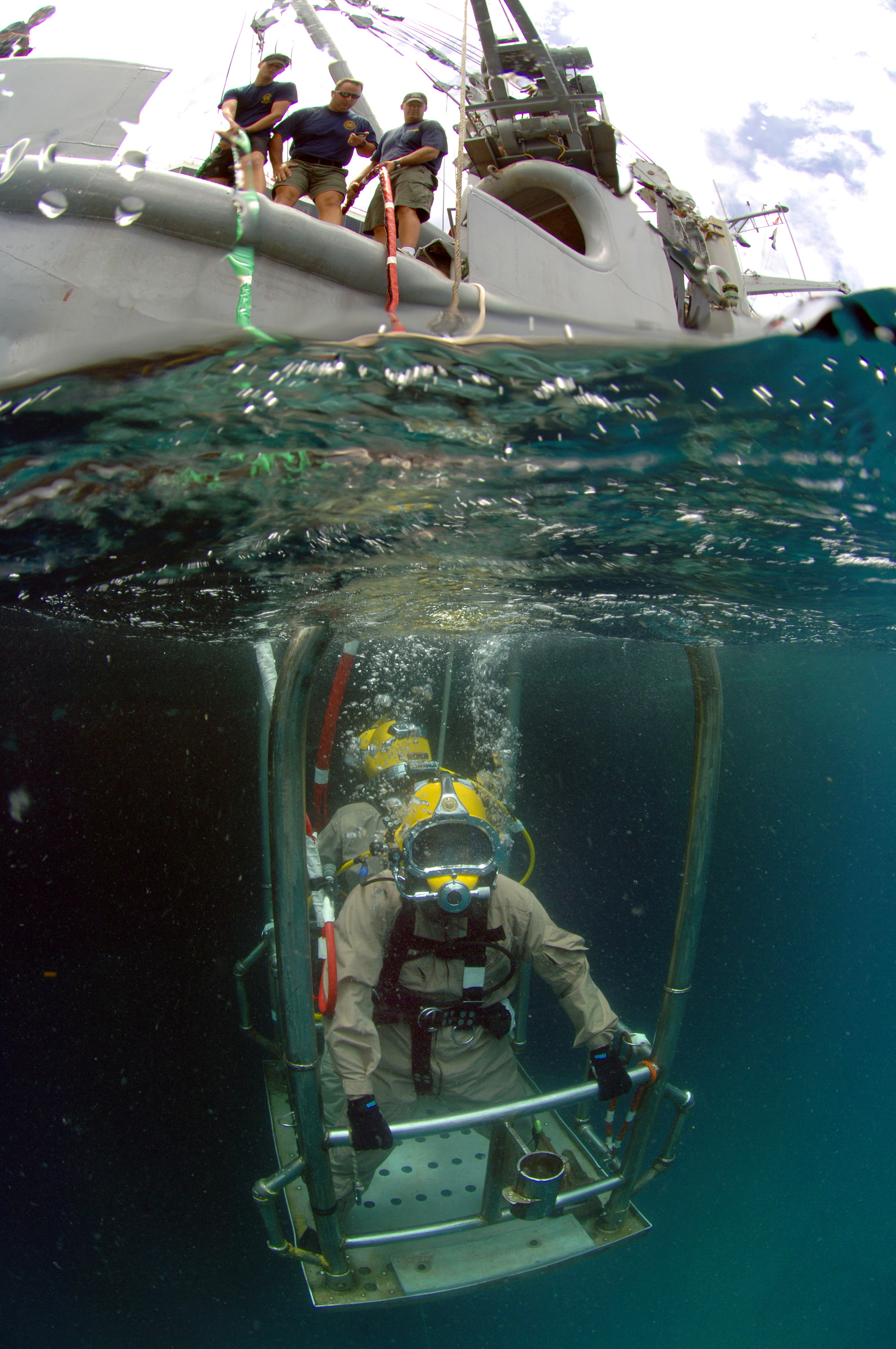
Una plataforma para bajar y subir a los buzos.
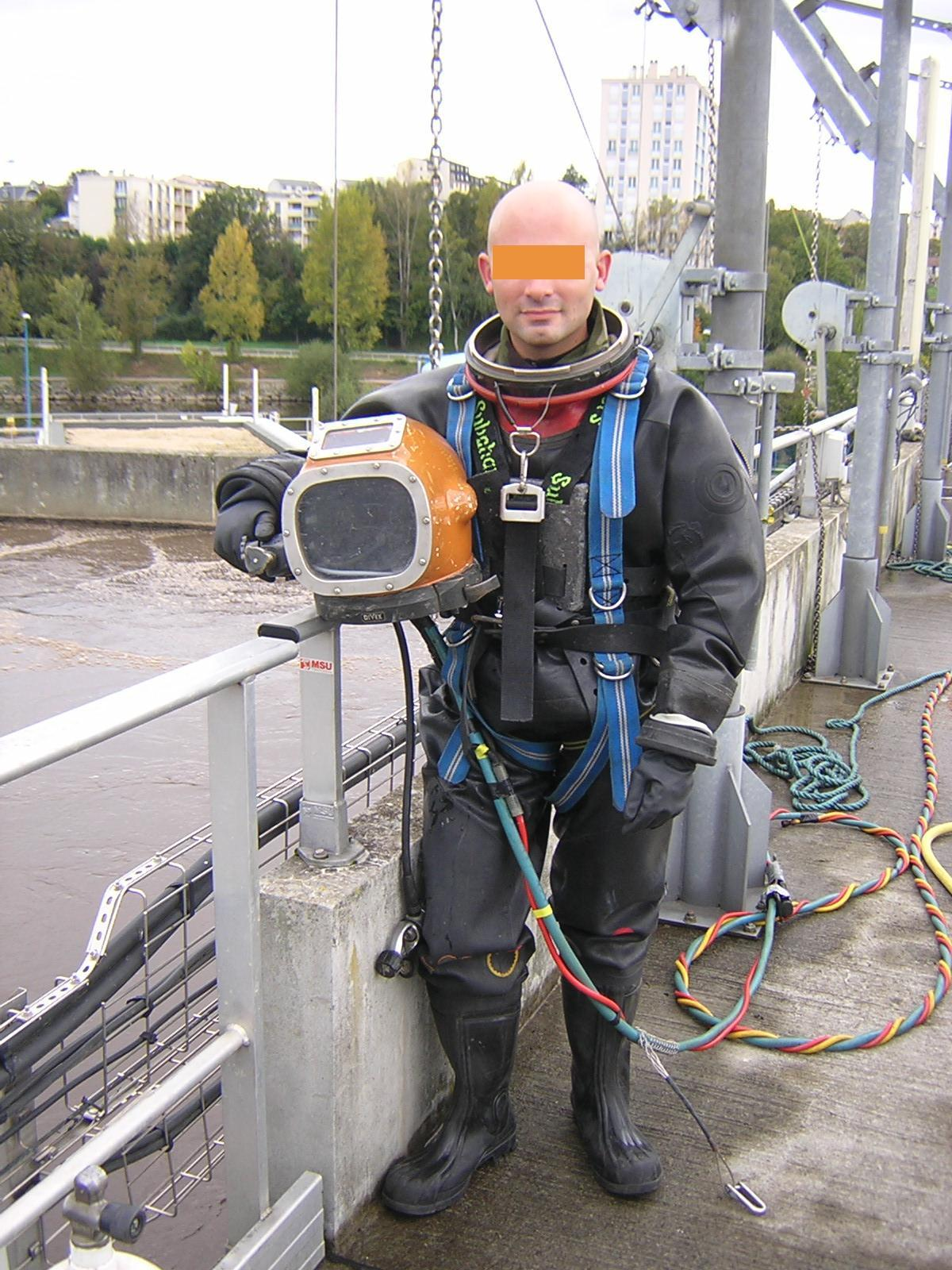
Buzo en un ambiente contaminado, con el casco Aquadyne AH3.
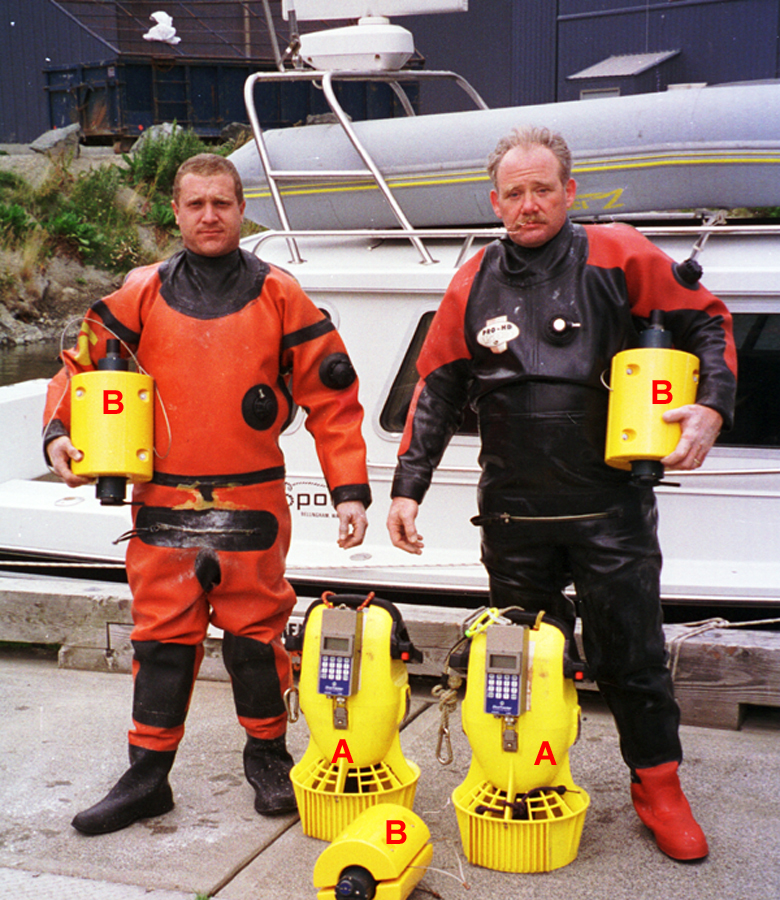
Buzos que se preparan para colocar un sistema de posicionamiento acústico submarino (foto 1995).
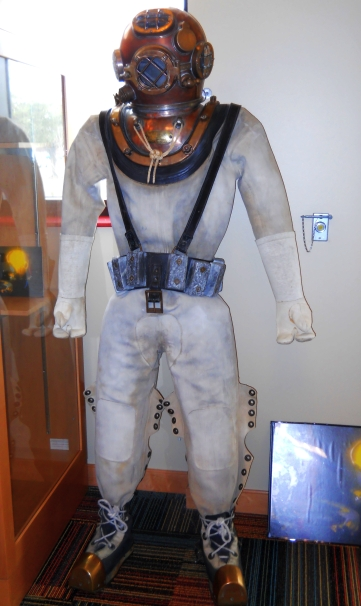
Antiguo equipo de buzo conservado (Museo de los Seabees).
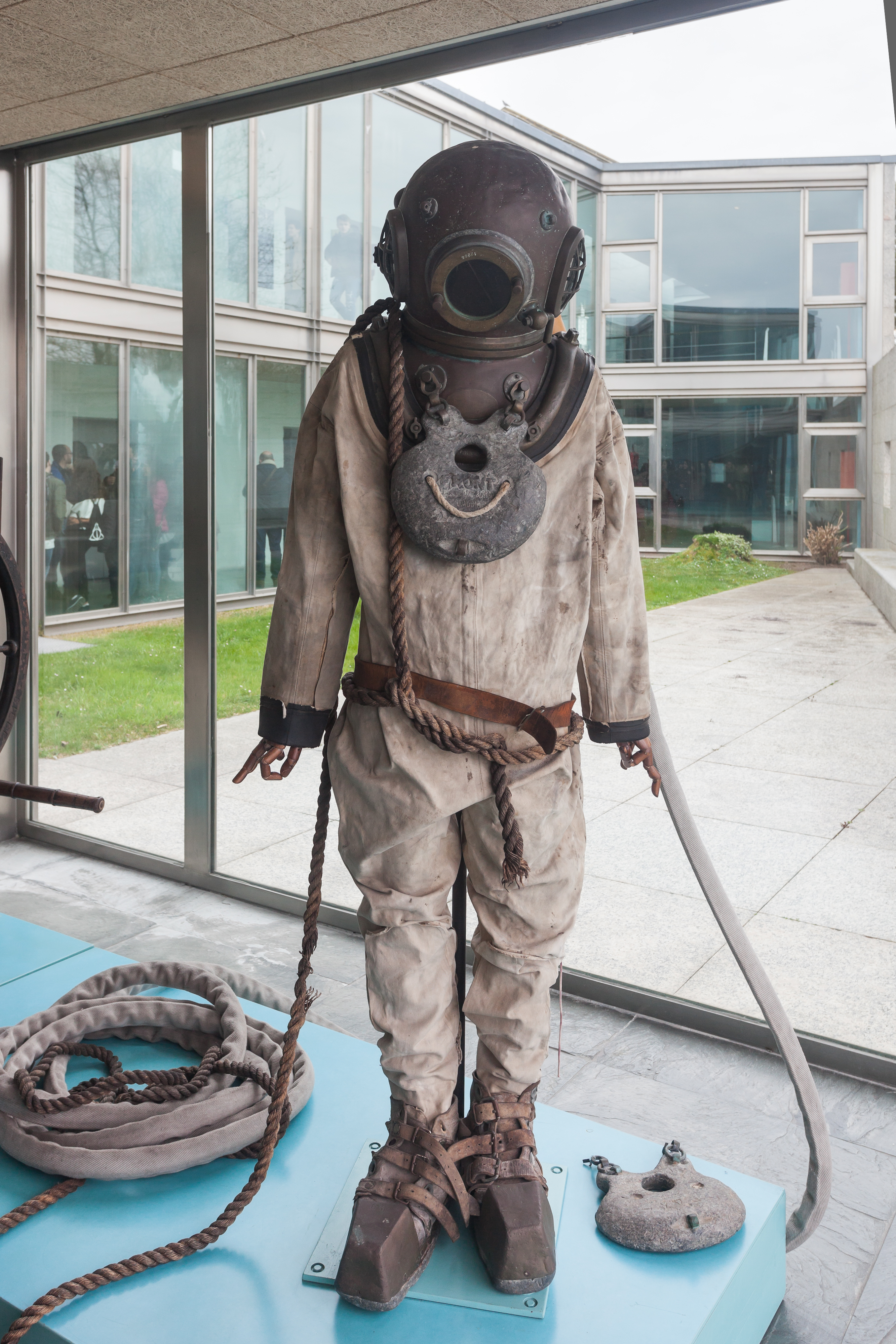
Antiguo equipo de buzo conservado (Museo del Mar de Galicia).
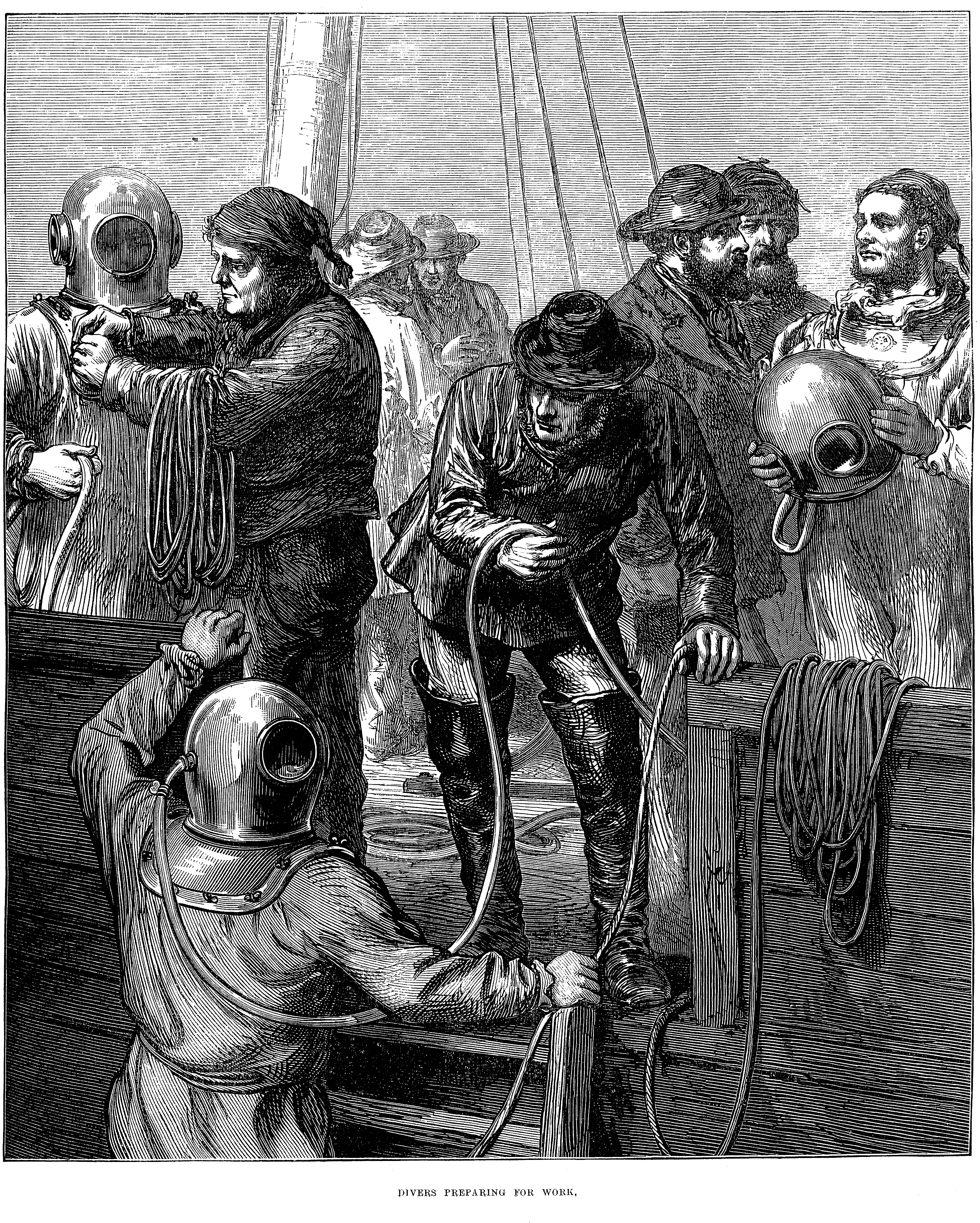
Buzo tradicional, con suministro de aire de la superficie (grabado del siglo XIX, London News).
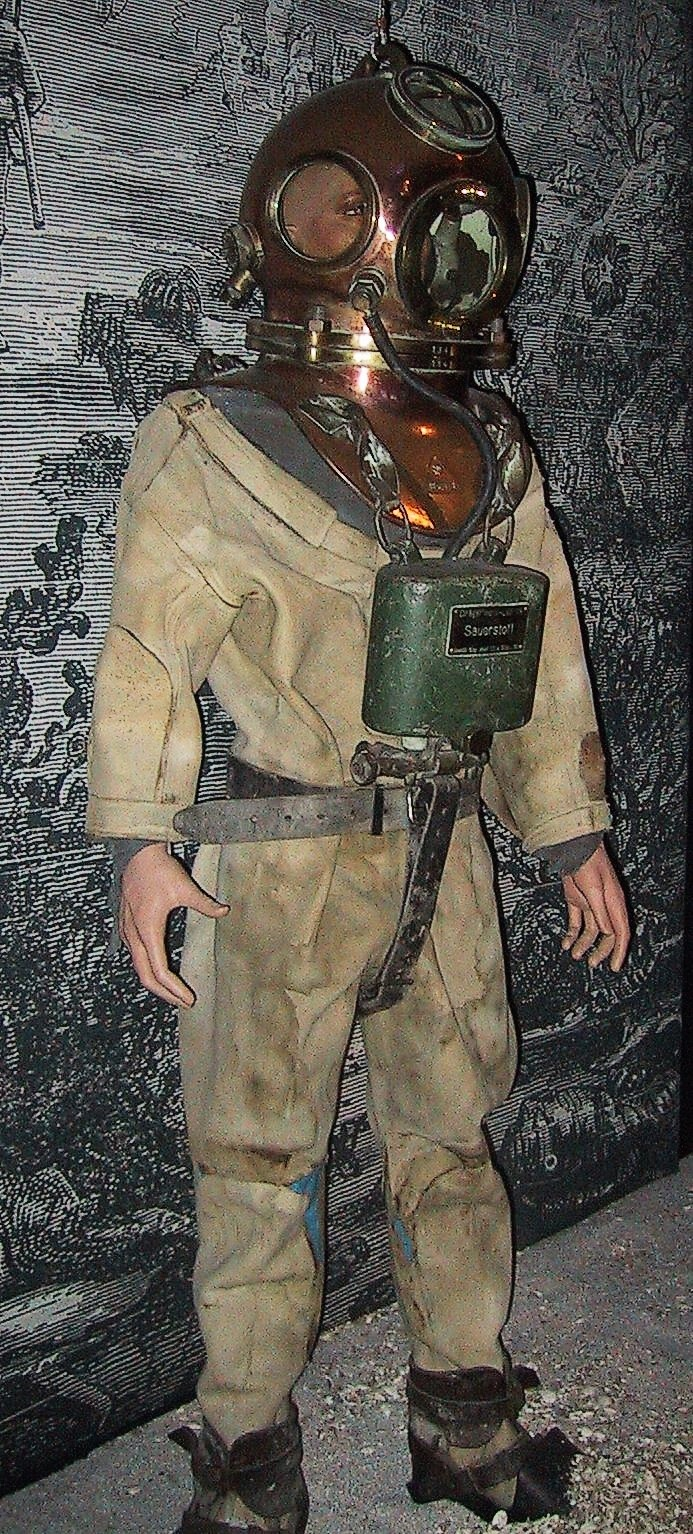
Casco de buzo Draeger; es un modelo DM20 con recirculador de aire de 1915. Esta copia se hizo en 1936 y se exhibe en el museo Oceanópolis de Brest, Francia.
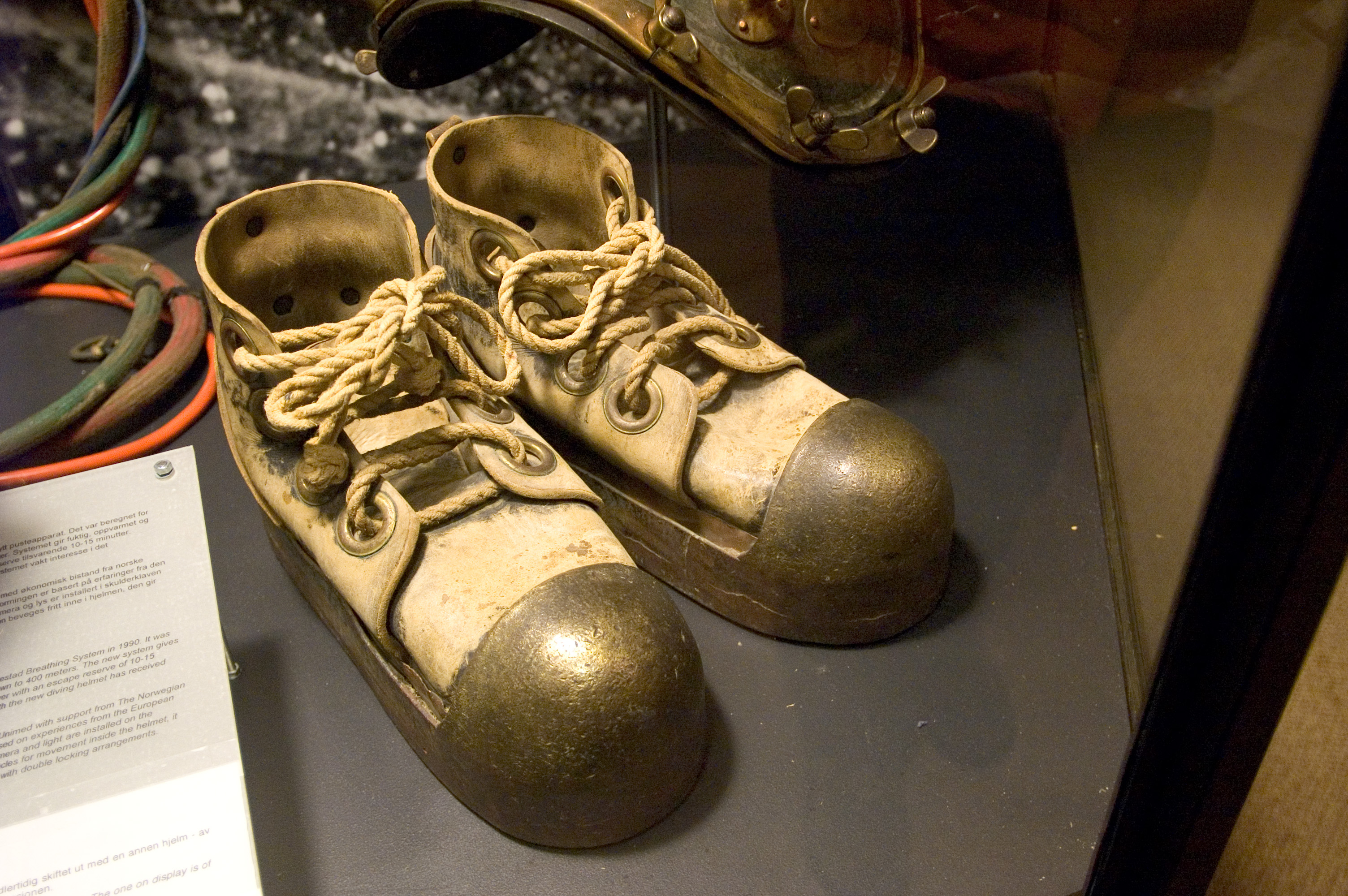
Viejos zapatos de plomo para caminar sobre el fondo del mar (Museo Sjøfart, en Noruega).